# Heptathlon aux championnats du monde d'athlétisme 2007
 (septembre 2023).
Si vous disposez d'ouvrages ou d'articles de référence ou si vous connaissez des sites web de qualité traitant du thème abordé ici, merci de compléter l'article en donnant les références utiles à sa vérifiabilité et en les liant à la section « Notes et références ».
Navigation
Helsinki 2005 Berlin 2009
Le concours de l'heptathlon des championnats du monde d'athlétisme 2007 s'est déroulé les 25 et 26 août 2007 dans le stade Nagai d'Osaka au Japon. Il est remporté par la Suédoise Carolina Klüft.

## Records
Les records de l'heptathlon (mondial, des championnats et par continent) étaient avant les championnats 2007 les suivants.
| Record                    | Athlète              | Pays             | Points       | Lieu     | Date               |
| ------------------------- | -------------------- | ---------------- | ------------ | -------- | ------------------ |
| Record du monde           | Jackie Joyner-Kersee | États-Unis       | 7 291 points | Séoul    | 24 septembre 1988  |
| Record des championnats   | Jackie Joyner-Kersee | États-Unis       | 7 128 points | Rome     | 1er septembre 1987 |
| Record d'Afrique          | Margaret Simpson     | Ghana            | 6 423 points | Götzis   | 29 mai 2005        |
| Record d'Asie             | Ghada Shouaa         | Syrie            | 6 942 points | Götzis   | 26 mai 1996        |
| Record d'Amérique du Nord | Jackie Joyner-Kersee | États-Unis       | 7 291 points | Séoul    | 24 septembre 1988  |
| Record d'Amérique du Sud  | Conceição Geremias   | Brésil           | 6 017 points | Caracas  | 25 août 1983       |
| Record d'Europe           | Larisa Turchinskaya  | Union soviétique | 7 032 points | Briansk  | 11 juin 1989       |
| Record d'Océanie          | Jane Flemming        | Australie        | 6 695 points | Auckland | 28 janvier 1990    |

## Médaillées
| Or             | Argent           | Bronze          |
| Carolina Klüft | Lyudmila Blonska | Kelly Sotherton |

## Résultats
| Rang | Pays        | Athlète                | Total points  | Détail par épreuve (les points puis les résultats. La meilleure performance de chaque épreuve est en vert) | Détail par épreuve (les points puis les résultats. La meilleure performance de chaque épreuve est en vert) | Détail par épreuve (les points puis les résultats. La meilleure performance de chaque épreuve est en vert) | Détail par épreuve (les points puis les résultats. La meilleure performance de chaque épreuve est en vert) | Détail par épreuve (les points puis les résultats. La meilleure performance de chaque épreuve est en vert) | Détail par épreuve (les points puis les résultats. La meilleure performance de chaque épreuve est en vert) | Détail par épreuve (les points puis les résultats. La meilleure performance de chaque épreuve est en vert) |
| ---- | ----------- | ---------------------- | ------------- | --- | --- | --- | --- | --- | --- | --- |
| Rang | Pays        | Athlète                | Total points  | 100 mh | Hauteur | Poids | 200 m | Longueur                                                                                                   | Javelot | 800 m |
| 1    | Suède       | Carolina Klüft         | 7032 (WL, RE) | 1102 pts 13 s 15                                                                                           | 1171 1,95 m                                                                                                | 848 14,81 m                                                                                                | 1041 23 s 38                                                                                               | 1122 6,85 m                                                                                                | 821 47,98 m                                                                                                | 927 2 min 12 s 56                                                                                          |
| 2    | Ukraine     | Lyudmila Blonska       | 6832 (RN)     | 1087 pts 13 s 25                                                                                           | 1132 1,92 m                                                                                                | 823 14,44 m                                                                                                | 972 24 s 09                                                                                                | 1132 6,88 m                                                                                                | 817 47,77 m                                                                                                | 869 2 min 16 s 68                                                                                          |
| 2    | Royaume-Uni | Kelly Sotherton        | 6510 (SB)     | 1093 pts 13 s 21                                                                                           | 1054 1,86 m                                                                                                | 803 14,14 m                                                                                                | 1039 23 s 40                                                                                               | 1066 6,68 m                                                                                                | 513 31,90 m                                                                                                | 942 2 min 11 s 58                                                                                          |
| 4    | Royaume-Uni | Jessica Ennis          | 6469 (PB)     | 1129 pts 12 s 97                                                                                           | 1093 1,89 m                                                                                                | 656 11,93 m                                                                                                | 1064 23 s 15                                                                                               | 953 6,33 m                                                                                                 | 630 38,07 m                                                                                                | 944 2 min 11 s 39                                                                                          |
| 5    | Allemagne   | Lilli Schwarzkopf      | 6439 (PB)     | 1044 pts 13 s 54                                                                                           | 1016 1,83 m                                                                                                | 727 13,00 m                                                                                                | 879 25 s 08                                                                                                | 902 6,17 m                                                                                                 | 946 54,44 m                                                                                                | 925 2 min 12 s 76                                                                                          |
| 6    | Lituanie    | Austra Skujytė         | 6380 (SB)     | 931 pts 14 s 34                                                                                            | 978 1,80 m                                                                                                 | 997 17,03 m                                                                                                | 851 25 s 39                                                                                                | 937 6,28 m                                                                                                 | 911 52,63 m                                                                                                | 775 2 min 23 s 64                                                                                          |
| 7    | Allemagne   | Jennifer Oeser         | 6378 (PB)     | 1049 pts 13 s 51                                                                                           | 1016 1,83 m                                                                                                | 808 14,21 m                                                                                                | 942 24 s 41                                                                                                | 927 6,25 m                                                                                                 | 727 43,10 m                                                                                                | 909 2 min 13 s 85                                                                                          |
| 8    | Ukraine     | Nataliya Dobrynska     | 6327 (SB)     | 994 pts 13 s 89                                                                                            | 941 1,77 m                                                                                                 | 949 16,31 m                                                                                                | 895 24 s 91                                                                                                | 887 6,12 m                                                                                                 | 787 46,22 m                                                                                                | 874 2 min 16 s 35                                                                                          |
| 9    | France      | Marie Collonvillé      | 6244 (SB)     | 1031 pts 13 s 63                                                                                           | 1016 1,83 m                                                                                                | 669 12,12 m                                                                                                | 886 25 s 01                                                                                                | 1062 6,67 m                                                                                                | 654 39,32 m                                                                                                | 926 2 min 12 s 68                                                                                          |
| 10   | Russie      | Anna Bogdanova         | 6243          | 1020 pts 13 s 71                                                                                           | 1016 1,83 m                                                                                                | 749 13,33 m                                                                                                | 887 25 s 00                                                                                                | 994 6,46 m                                                                                                 | 666 39,91 m                                                                                                | 911 2 min 13 s 72                                                                                          |
| 11   | Norvège     | Ida Marcussen          | 6226 (RN)     | 956 pts 14 s 16                                                                                            | 830 1,68 m                                                                                                 | 727 13,00 m                                                                                                | 925 24 s 59                                                                                                | 997 6,47 m                                                                                                 | 880 51,02 m                                                                                                | 911 2 min 13 s 69                                                                                          |
| 12   | Australie   | Kylie Wheeler          | 6184 (SB)     | 997 pts 13 s 87                                                                                            | 978 1,80 m                                                                                                 | 727 13,00 m                                                                                                | 939 24 s 44                                                                                                | 981 6,42 m                                                                                                 | 638 38,49 m                                                                                                | 924 2 min 12 s 81                                                                                          |
| 13   | Allemagne   | Sonja Kesselschläger   | 6149          | 1043 pts 13 s 55                                                                                           | 978 1,80 m                                                                                                 | 811 14,25 m                                                                                                | 842 25 s 49                                                                                                | 912 6,20 m                                                                                                 | 723 42,91 m                                                                                                | 840 2 min 18 s 81                                                                                          |
| 14   | Pays-Bas    | Jolanda Keizer         | 6102          | 1003 pts 13 s 83                                                                                           | 941 1,77 m                                                                                                 | 809 14,23 m                                                                                                | 940 24 s 43                                                                                                | 819 5,90 m                                                                                                 | 734 43,48 m                                                                                                | 856 2 min 17 s 61                                                                                          |
| 15   | Pologne     | Karolina Tymińska      | 6092          | 966 pts 14 s 09                                                                                            | 867 1,71 m                                                                                                 | 744 13,25 m                                                                                                | 979 24 s 02                                                                                                | 956 6,34 m                                                                                                 | 590 35,97 m                                                                                                | 990 2 min 08 s 27                                                                                          |
| 16   | Pays-Bas    | Yvonne Wisse           | 6056          | 1043 pts 13 s 55                                                                                           | 978 1,80 m                                                                                                 | 697 12,54 m                                                                                                | 943 24 s 40                                                                                                | 843 5,98 m                                                                                                 | 624 37,73 m                                                                                                | 928 2 min 12 s 52                                                                                          |
| 17   | Lettonie    | Aiga Grabuste          | 6019 (PB)     | 1001 pts 13 s 84                                                                                           | 941 1,77 m                                                                                                 | 730 13,04 m                                                                                                | 889 24 s 98                                                                                                | 856 6,02 m                                                                                                 | 778 45,76 m                                                                                                | 824 2 min 19 s 97                                                                                          |
| 18   | Grèce       | Aryiro Strataki        | 5999          | 976 pts 14 s 02                                                                                            | 830 1,68 m                                                                                                 | 798 14,06 m                                                                                                | 863 25 s 26                                                                                                | 896 6,15 m                                                                                                 | 758 44,73 m                                                                                                | 878 2 min 16 s 06                                                                                          |
| 19   | Russie      | Olga Kurban            | 5998          | 993 pts 13 s 90                                                                                            | 867 1,71 m                                                                                                 | 738 13,16 m                                                                                                | 938 24 s 45                                                                                                | 912 6,20 m                                                                                                 | 678 40,55 m                                                                                                | 872 2 min 16 s 48                                                                                          |
| 20   | Suisse      | Linda Züblin           | 5995 (PB)     | 1031 pts 13 s 63                                                                                           | 795 1,65 m                                                                                                 | 690 12,43 m                                                                                                | 910 24 s 75                                                                                                | 843 5,98 m                                                                                                 | 857 49,85 m                                                                                                | 869 2 min 16 s 72                                                                                          |
| 21   | Pologne     | Kamila Chudzik         | 5926          | 941 pts 14 s 27                                                                                            | 867 1,71 m                                                                                                 | 748 13,31 m                                                                                                | 887 25 s 00                                                                                                | 801 5,84 m                                                                                                 | 899 52,03 m                                                                                                | 783 2 min 23 s 03                                                                                          |
| 22   | Suisse      | Simone Oberer          | 5922          | 1033 pts 13 s 62                                                                                           | 978 1,80 m                                                                                                 | 674 12,20 m                                                                                                | 827 25 s 66                                                                                                | 862 6,04 m                                                                                                 | 679 40,60 m                                                                                                | 869 2 min 16 s 67                                                                                          |
| 23   | Japon       | Yuki Nakata            | 5869 (SB)     | 1004 pts 13 s 82                                                                                           | 903 1,74 m                                                                                                 | 616 11,31 m                                                                                                | 861 25 s 28                                                                                                | 899 6,16 m                                                                                                 | 730 43,26 m                                                                                                | 856 2 min 17 s 61                                                                                          |
| 24   | Kazakhstan  | Irina Naumenko         | 5848 (SB)     | 947 pts 14 s 22                                                                                            | 903 1,74 m                                                                                                 | 721 12,90 m                                                                                                | 888 24 s 99                                                                                                | 915 6,21 m                                                                                                 | 658 39,53 m                                                                                                | 816 2 min 20 s 52                                                                                          |
| 25   | États-Unis  | Diana Pickler          | 5838          | 1074 pts 13 s 34                                                                                           | 903 1,74 m                                                                                                 | 610 11,22 m                                                                                                | 923 24 s 61                                                                                                | 853 6,01 m                                                                                                 | 660 39,62 m                                                                                                | 815 2 min 20 s 63                                                                                          |
| 26   | Finlande    | Salla Rinne            | 5813          | 1030 pts 13 s 64                                                                                           | 903 1,74 m                                                                                                 | 811 14,25 m                                                                                                | 818 25 s 76                                                                                                | 810 5,87 m                                                                                                 | 822 48,03 m                                                                                                | 619 2 min 36 s 05                                                                                          |
| 27   | Suisse      | Sylvie Dufour          | 5805          | 964 pts 14 s 10                                                                                            | 903 1,74 m                                                                                                 | 771 13,65 m                                                                                                | 846 25 s 45                                                                                                | 759 5,70 m                                                                                                 | 662 39,75 m                                                                                                | 900 2 min 14 s 46                                                                                          |
| 28   | Grèce       | Vasiliki Delinikola    | 5745          | 1014 pts 13 s 75                                                                                           | 867 1,71 m                                                                                                 | 756 13,43 m                                                                                                | 881 25 s 06                                                                                                | 840 5,97 m                                                                                                 | 709 42,19 m                                                                                                | 678 2 min 31 s 23                                                                                          |
| 29   | Suède       | Jessica Samuelsson     | 5745          | 954 pts 14 s 17                                                                                            | 795 1,65 m                                                                                                 | 765 13,56 m                                                                                                | 886 25 s 01                                                                                                | 813 5,88 m                                                                                                 | 616 37,30 m                                                                                                | 916 2 min 13 s 34                                                                                          |
| 30   | Estonie     | Kaie Kand              | 5616          | 947 pts 14 s 22                                                                                            | 830 1,68 m                                                                                                 | 707 12,69 m                                                                                                | 811 25 s 84                                                                                                | 774 5,75 m                                                                                                 | 635 38,33 m                                                                                                | 912 2 min 13 s 63                                                                                          |
| 31   | Brésil      | Lucimara da Silva      | 5601          | 1014 pts 13 s 75                                                                                           | 903 1,74 m                                                                                                 | 553 10,36 m                                                                                                | 874 25 s 14                                                                                                | 837 5,96 m                                                                                                 | 626 37,87 m                                                                                                | 794 2 min 22 s 16                                                                                          |
| 32   | Cuba        | Gretchen Quintana      | 4954          | 1011 pts 13 s 77                                                                                           | 830 1,68 m                                                                                                 | 708 12,71 m                                                                                                | 960 24 s 22                                                                                                | 887 6,12 m                                                                                                 | 558 34,31 m                                                                                                | 0 DQ |
|      | États-Unis  | Virginia Johnson       | DNF           | 1084 pts 13 s 27                                                                                           | 724 1,59 m                                                                                                 | 751 13,36 m                                                                                                | 1003 23 s 77                                                                                               | 915 6,21 m                                                                                                 | | |
|      | États-Unis  | Hyleas Fountain        | DNF           | 1027 pts 13 s 66                                                                                           | 941 1,77 m                                                                                                 | 680 12,29 m                                                                                                | 968 24 s 13                                                                                                | 0 NM | | |
|      | Pays-Bas    | Karin Ruckstuhl        | DNF           | 1083 pts 13 s 28                                                                                           | 903 1,74 m                                                                                                 | 793 13,99 m                                                                                                | 942 24 s 41                                                                                                | | | |
|      | Russie      | Tatyana Chernova       | DNF           | 1020 pts 13 s 71                                                                                           | 978 1,80 m                                                                                                 | 760 13,49 m                                                                                                | 808 25 s 88                                                                                                | | | |
|      | France      | Antoinette Nana Djimou | DNF           | 997 pts 13 s 87                                                                                            | 867 1,71 m                                                                                                 | 757 13,44 m                                                                                                | 850 25 s 41                                                                                                | | | |
|      | Ghana       | Margaret Simpson       | DNF           | 1023 pts 13 s 69                                                                                           | 903 1,74 m                                                                                                 | | | | | |
|      | Ukraine     | Hanna Melnychenko      | DNF           | 0 pts DNF                                                                                                  | | | | | | |